# Peonie

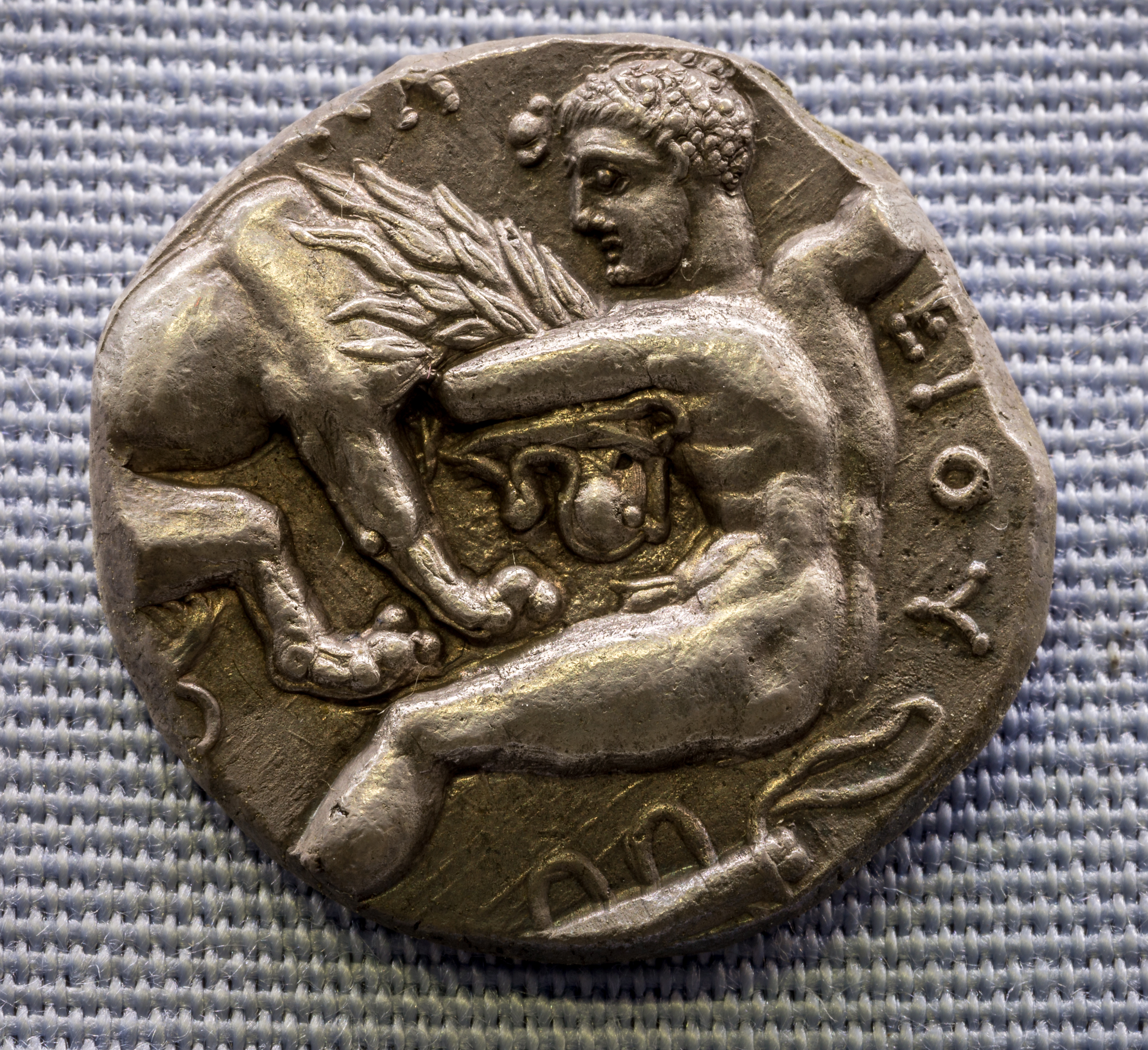
Mince peonského krále Lykkeia

Peonie, řecky Παιονία, je země a starověké království, které se rozkládalo na území dnešní Severní Makedonie, severořecké Makedonie a na malém kousku dnešního Bulharska. Starověcí autoři Peonii umísťovali "jižně od Dardanie" (oblast odpovídající dnešnímu Kosovu), "západně od thráckých hor" (Rodop a Stare planiny) a "východně od nejjižnějších Ilyrů". Od Dardanie Peonii oddělovala patrně řeka Vardar. Počátky státu jsou nejasné, nejstarší nalezené mince pocházejí z 6. století př. n. l. V raných dobách byla hlavním městem a sídlem peonských králů Bylazora (nyní Veles v Severní Makedonii), později bylo sídlo králů přesunuto do Stobi (poblíž dnešního Gradska). V Iliadě se o Peoňanech říká, že byli spojenci Trójanů. Během perské invaze do Řecka (511/512 př. n. l.) byli poražení a podrobení Peonové deportováni do Asie. Porážka Peršanů umožnila království obnovit. Historie, kdy byla Peonie skutečně nezávislá, je však prakticky nezaznamenaná v písemných pramenech, jménem je znám až král Agis, u němž je známo, že zemřel roku 358 př. n. l. Jeho smrt pak využil. Filip II. Makedonský a Peonii anektoval. Jižní Peonie tak byla připojena k Makedonskému království jakožto „Makedonská Peonie“. Filipův syn Alexandr Veliký pak připojil i zbytek Peonie, čímž jako samostatný stát přestala definitivně existovat. Pro označení země se ale název Peonie používal dál, ještě i za římských časů.

## Etnicita a jazyk
Někteří moderní učenci se domnívají, že Peoňané byli buď thráckého, nebo smíšeného thrácko-ilyrského původu. Některá osobní jména jednotlivých Peónců jsou však rozhodně helénská (Lycceius, Ariston, Audoleon), navíc i mince a toponyma jsou řecké, čili i teorie řeckého původu Peoňanů má své zastánce. Homér je v Iliadě spojoval s Frýgy, kteří původně žili na Balkáně, než pod thráckým tlakem migrovali do Malé Asie. Hérodotos a Thúkydidés zdůraznili, že nebyli Thráky. Pausaniás jejich původ spojil s Élidou.

## Náboženství
Pravděpodobně přijali Dionýsův kult (nazývali Dionýsa Dyalus nebo Dryalus), Hérodotos se zmiňuje, že peonské ženy přinášely oběť Artemidě, ale pravděpodobně šlo o thráckou Bendis. Uctívali prý také slunce v podobě malého kulatého kotouče upevněného na vrcholu tyče.